# 花瓶芋螺
花瓶芋螺（学名：Conus oishii），是新腹足目芋螺科芋螺属的一种。主要分布于台湾，常栖息在浅海沙底。